# Chiesa di Santa Devota
La chiesa di Santa Devota (in francese Église Sainte-Dévote; in monegasco ge̍ija de Santa Devota) è un edificio di culto cattolico situato nel quartiere monegasco di La Condamine, all'interno del Principato di Monaco. La chiesa è sede dell'omonima parrocchia dell'arcidiocesi di Monaco.

## Storia
Sorse inizialmente come cappella nell'area, nota come vallone dei Galmati, dove era approdato e poi seppellito il corpo di Santa Devota, martire corsa, uccisa durante il regno dell'imperatore Diocleziano. L'oratorio fu menzionato per la prima volta in un documento del 1070 e dall'XI secolo al 1793 appartenne all'abbazia di San Ponzio di Nizza. Sotto il principato di Onorato II furono aggiunti un portale ed un portico. Il fabbricato fu demolito e ricostruito nelle forme attuali durante il principato di Carlo III. La nuova chiesa fu inaugurata il 26 gennaio 1871 e fu elevata al rango di parrocchiale nel 1887.
Tra il 2011 e il 2013 venne costruito da Francesco Zanin il nuovo e attuale organo a canne, su progetto fonico di Silvano Rodi; tale strumento fu donato dalla comunità italiana residente nel Principato di Monaco in occasione del matrimonio di Alberto II di Monaco e Charlène Wittstock. L'organo, ispirato a quelli barocchi della Germania settentrionale, è a trasmissione integralmente meccanica e dispone di 24 registri su due manuali e pedale.

## Tradizioni
Il 26 gennaio di ogni anno una barca appositamente collocata davanti alla chiesa viene bruciata in ricordo di un fallito tentativo di furto delle reliquie della patrona di Monaco.